# Stemonaceae
Stemonaceae – rodzina z rzędu pandanowców (Pandanales). Należą do niej 4 rodzaje z 27 gatunkami. Rośliny te występują w Azji Południowo-Wschodniej. Jeden rodzaj (Croomia) obecny jest także w południowo-wschodniej części Ameryki Północnej. Byliny z bulwą lub kłączem okrytym łuskowato zredukowanymi liśćmi. Z pędu podziemnego wyrasta łodyga ulistniona w dwóch rzędach lub naprzeciwlegle. Liście ogonkowe z wyraźną nerwacją równoległą. Kwiaty 4- lub 5-krotne wyrastają pojedynczo lub zebrane po kilka w kwiatostanach z kątów liści. Owocem jest torebka.

## Systematyka
Pozycja systematyczna według Angiosperm Phylogeny Website (aktualizowany system APG IV z 2016)
|  | Stemonaceae                                                                            |
|  |                                                                                        |
|  | \| \| pandanowate Pandanaceae \| \| \| \| \| \| okolnicowate Cyclanthaceae \| \| \| \| |
|  |                                                                                        |
|  | pandanowate Pandanaceae                                                                |
|  |                                                                                        |
|  | okolnicowate Cyclanthaceae                                                             |
|  |                                                                                        |

|  | pandanowate Pandanaceae    |
|  |                            |
|  | okolnicowate Cyclanthaceae |
|  |                            |

|  | Stemonaceae                                                                            |
|  |                                                                                        |
|  | \| \| pandanowate Pandanaceae \| \| \| \| \| \| okolnicowate Cyclanthaceae \| \| \| \| |
|  |                                                                                        |
|  | pandanowate Pandanaceae                                                                |
|  |                                                                                        |
|  | okolnicowate Cyclanthaceae                                                             |
|  |                                                                                        |

|  | pandanowate Pandanaceae    |
|  |                            |
|  | okolnicowate Cyclanthaceae |
|  |                            |

Podział na rodzaje
- Croomia Torr.
- Pentastemona Steenis
- Stemona Lour.
- Stichoneuron Hook. f.